# Нджамена (аеропорт)
Міжнародний аеропорт Нджамени (IATA: NDJ, ICAO: FTTJ) (араб. مطار انجمينا الدولي; фр. Aéroport international de N'Djaména) — це міжнародний аеропорт, що обслуговує столицю Чаду — місто Нджамена і всю країну тому, що це єдиний міжнародний аеропорт в Чаді. Аеропорт подвійного значення, з цивільними та військовими об'єктами по протилежні сторони одної злітно-посадкової смуги.